# L'amour a ses raisons
Série
Leçons d'amour à l'italienne 2
(2007)
Pour plus de détails, voir Fiche technique et Distribution.
L'amour a ses raisons (Manuale d'amore 3) est un film italien réalisé par Giovanni Veronesi, sorti en 2011. 
C'est la suite de Leçons d'amour à l'italienne (2005) et de Leçons d'amour à l'italienne 2 (2007).

## Synopsis
3 histoires sur l'amour à différents âges 
La jeunesse : 
Roberto est un jeune avocat ambitieux, il doit épouser Sara. Tout semble planifié dans sa vie. Au cours d'une expropriation dont il est chargé, il rencontre Micol, magnifique et provocante jeune femme d'un petit village Toscan. Tout se complique alors...
La maturité : 
Fabio, présentateur vedette du journal télévisé, est un mari irréprochable depuis 25 ans. Lors d'une soirée, il rencontre Eliana, une femme fatale pleine d'imprévus. Lorsque celle-ci ne veut plus le quitter, cette histoire qui devait être sans lendemain s'avère plus difficile à maîtriser.
L'âge de raison :
Adrian est professeur américain d'histoire de l'art. Depuis son divorce il a décidé de vivre à Rome. Il est ami avec Augusto, le concierge de l'immeuble. Sa fille, la fulminante Viola vient bouleverser la tranquille existence d'Adrian, qui va ressentir des émotions jusque-là éteintes...

## Fiche technique
- Titre : L'amour a ses raisons
- Titre original : Manuale d'amore 3
- Réalisation : Giovanni Veronesi
- Tournage : du 13 septembre à novembre 2010 à Rome, Castiglione della Pescaia et Grosseto
- Dates de sortie :
  - 25 février 2011 en Italie
  - 15 juin 2011 en France

## Distribution
- Monica Bellucci (VF : elle-même) : Viola
- Robert De Niro (VF : Jacques Frantz) : Adrian
- Carlo Verdone : Fabio
- Riccardo Scamarcio (VF : Alexis Victor) : Roberto
- Michele Placido : Augusto
- Laura Chiatti (VF : Olivia Nicosia) : Micol
- Donatella Finocchiaro : Eliana
- Valeria Solarino : Sara
- Vittorio Emanuele Propizio : Cupido
- Marina Rocco : Giorgia
- Vincenzo Alfieri : Francesco
- Paolo Ferrari : [Qui ?]